# Geter (postać biblijna)
Geter (hebr. גתר) − według Biblii syn Arama (a wnuk Sema), brat Husa, Hula i Mesecha. Wzmiankowany jest w genealogiach biblijnych w Rdz 10,23 i 1 Krn 1,17. Septuaginta podaje to imię w formie γαθερ. 
Według Józefa Flawiusza jest przodkiem Baktrów. Hieronim jednak czyni go przodkiem Akarnanijczyków lub Karyjczyków. 
Według arabskiej tradycji jest ojcem Thamuda, który według Koranu jest bratem Salija.